# Endrosa mutans
Endrosa mutans là một loài bướm đêm thuộc phân họ Arctiinae, họ Erebidae.